# 2005年の相撲
< 2005年 | 2005年のスポーツ
2005年の相撲（2005ねんのすもう）では、相撲について2005年（平成17年）の出来事を述べる。

## 概要
史上初の7連覇・年間6場所完全制覇、年間最多勝利記録を更新する84勝など、この年も横綱・朝青龍の強さが際だつ1年となった。その一方で琴欧州を筆頭に、白鵬、稀勢の里、普天王など若手力士の台頭も見られた。

## できごと
- 9月25日 - 大相撲9月場所で、横綱朝青龍が優勝を果たし、年6場所制になってから史上2人目の6場所連続優勝を遂げた。
- 11月26日 - 大相撲11月場所、横綱・朝青龍が優勝を決め、史上初となる7連覇と年間6場所完全制覇を達成、さらに北の湖の持つ年間最多勝利記録を更新した。
- 11月30日 - 大相撲の関脇琴欧州が大関昇進。ヨーロッパ勢では初の大関誕生。

## 大相撲

### 本場所

#### 一月場所（初場所）
両国国技館（東京都）を会場に、初日の1月9日（日）から千秋楽の1月23日（日）までの15日間開催された。
| タイトル     | タイトル     | 人物（所属部屋 出身地） - 成績                                                    |
| ------------ | ------------ | --------------------------------------------------------------------------------- |
| 幕内最高優勝 | 幕内最高優勝 | 朝青龍明徳（高砂部屋 モンゴル・ウランバートル出身） - 15戦全勝（2場所連続10回目） |
| 三賞         | 殊勲賞       | 該当者なし                                                                        |
| 三賞         | 敢闘賞       | 該当者なし                                                                        |
| 三賞         | 技能賞       | 白鵬翔（宮城野部屋 モンゴル・ウランバートル出身） - 11勝4敗（初受賞）             |
| 十両優勝     | 十両優勝     | 皇司信秀（入間川部屋 兵庫県三木市出身） - 12勝3敗                                 |
| 幕下優勝     | 幕下優勝     | 千代白鵬大樹（九重部屋 熊本県山鹿市出身） - 7戦全勝                               |
| 三段目優勝   | 三段目優勝   | 仲の国超（湊部屋 中国北京市出身） - 7戦全勝                                       |
| 序二段優勝   | 序二段優勝   | 隆の富士幸寛（鳴戸部屋 岐阜県関市出身） - 7戦全勝 ※優勝決定戦勝利                 |
| 序ノ口優勝   | 序ノ口優勝   | 中谷拳（春日野部屋 東京都大田区） - 6勝1敗 ※優勝決定戦勝利                        |

#### 三月場所（春場所、大阪場所）
大阪府立体育会館（大阪市）を会場に、初日の3月13日（日）から千秋楽の3月27日（日）までの15日間開催された。
| タイトル     | タイトル     | 人物（所属部屋 出身地） - 成績 |
| ------------ | ------------ | --- |
| 幕内最高優勝 | 幕内最高優勝 | 朝青龍明徳（高砂部屋 モンゴル・ウランバートル出身） - 14勝1敗（3場所連続11回目）                                                                  |
| 三賞         | 殊勲賞       | 該当者なし |
| 三賞         | 敢闘賞       | 玉乃島新（片男波部屋 福島県西白河郡泉崎村） - 12勝3敗（8場所ぶり4回目）                                                                           |
| 三賞         | 技能賞       | 海鵬涼至（八角部屋 青森県西津軽郡深浦町出身） - 11勝4敗（21場所ぶり2回目） 安馬公平（安治川部屋 モンゴル・ウランバートル出身） - 9勝6敗（初受賞） |
| 十両優勝     | 十両優勝     | 琴奨菊一弘（佐渡ヶ嶽部屋 福岡県柳川市出身） - 13勝2敗                                                                                             |
| 幕下優勝     | 幕下優勝     | 旭南海丈一郎（大島部屋 鹿児島県大島郡天城町） - 6勝1敗 ※優勝決定戦勝利                                                                            |
| 三段目優勝   | 三段目優勝   | 玉力道栄来（片男波部屋 東京都江戸川区） - 7戦全勝 ※優勝決定戦勝利                                                                                 |
| 序二段優勝   | 序二段優勝   | 不動山昴（高島部屋 モンゴル・ウランバートル出身） - 7戦全勝 ※優勝決定戦勝利                                                                       |
| 序ノ口優勝   | 序ノ口優勝   | 澤井豪太郎（境川部屋 大阪府寝屋川市出身） - 7戦全勝                                                                                               |

#### 五月場所（夏場所）
両国国技館（東京都）を会場に、初日の5月8日（日）から千秋楽の5月22日（日）までの15日間開催された。
| タイトル     | タイトル     | 人物（所属部屋 出身地） - 成績 |
| ------------ | ------------ | --- |
| 幕内最高優勝 | 幕内最高優勝 | 朝青龍明徳（高砂部屋 モンゴル・ウランバートル出身） - 15戦全勝（4場所連続12回目）                                                       |
| 三賞         | 殊勲賞       | 該当者なし |
| 三賞         | 敢闘賞       | 旭鷲山昇（大島部屋 モンゴル・ウランバートル出身） - 12勝3敗（初受賞） 普天王水（出羽海部屋 熊本県玉名郡天水町出身） - 11勝4敗（初受賞） |
| 三賞         | 技能賞       | 琴光喜啓司（佐渡ヶ嶽部屋 愛知県岡崎市出身） - 13勝2敗（20場所ぶり6回目）                                                                |
| 十両優勝     | 十両優勝     | 栃栄篤史（春日野部屋 佐賀県佐賀郡富士町出身） - 12勝3敗                                                                                 |
| 幕下優勝     | 幕下優勝     | 潮丸元康（東関部屋 静岡県静岡市葵区出身） - 7戦全勝                                                                                     |
| 三段目優勝   | 三段目優勝   | 保志桜有太（八角部屋 モンゴル・ウランバートル出身） - 7戦全勝 ※優勝決定戦勝利                                                           |
| 序二段優勝   | 序二段優勝   | 門元隆太（境川部屋 山口県下関市出身） - 7戦全勝                                                                                         |
| 序ノ口優勝   | 序ノ口優勝   | 中西健二（阿武松部屋 東京都葛飾区出身） - 7戦全勝                                                                                       |

#### 七月場所（名古屋場所）
愛知県体育館（名古屋市）を会場に、初日の7月10日（日）から千秋楽の7月24日（日）までの15日間開催された。
| タイトル     | タイトル     | 人物（所属部屋 出身地） - 成績                                                   |
| ------------ | ------------ | -------------------------------------------------------------------------------- |
| 幕内最高優勝 | 幕内最高優勝 | 朝青龍明徳（高砂部屋 モンゴル・ウランバートル出身） - 13勝2敗（5場所連続13回目） |
| 三賞         | 殊勲賞       | 琴欧州勝紀（佐渡ヶ嶽部屋 ブルガリア・ベリコタロノボ出身） - 12勝3敗（初受賞）    |
| 三賞         | 敢闘賞       | 黒海太（追手風部屋 ジョージア・トビリシ出身） - 9勝6敗（初受賞）                 |
| 三賞         | 技能賞       | 普天王水（出羽海部屋 熊本県玉名郡天水町出身） - 10勝5敗（初受賞）                |
| 十両優勝     | 十両優勝     | 時津海正博（時津風部屋 長崎県五島市出身） - 11勝4敗                              |
| 幕下優勝     | 幕下優勝     | 中尾蓮宝輝（松ヶ根部屋 和歌山県和歌山市出身） - 7戦全勝                          |
| 三段目優勝   | 三段目優勝   | 澤井豪太郎（境川部屋 大阪府寝屋川市出身） - 7戦全勝                              |
| 序二段優勝   | 序二段優勝   | 中西健二（阿武松部屋 東京都葛飾区出身） - 7戦全勝 ※優勝決定戦勝利                |
| 序ノ口優勝   | 序ノ口優勝   | 高橋亮三（時津風部屋 福島県福島市出身） - 7戦全勝                                |

#### 九月場所（秋場所）
両国国技館（東京都）を会場に、初日の9月11日（日）から千秋楽の9月25日（日）までの15日間開催された。
| タイトル     | タイトル     | 人物（所属部屋 出身地） - 成績 |
| ------------ | ------------ | --- |
| 幕内最高優勝 | 幕内最高優勝 | 朝青龍明徳（高砂部屋 モンゴル・ウランバートル出身） - 13勝2敗（6場所連続14回目） ※優勝決定戦勝利                                                    |
| 三賞         | 殊勲賞       | 該当者なし |
| 三賞         | 敢闘賞       | 琴欧州勝紀（佐渡ヶ嶽部屋 ブルガリア・ベリコタロノボ出身） - 13勝2敗（5場所ぶり2回目） · 稀勢の里寛（鳴戸部屋 茨城県牛久市出身）（初受賞） - 12勝3敗 |
| 三賞         | 技能賞       | 該当者なし |
| 十両優勝     | 十両優勝     | 豊ノ島大樹（時津風部屋 高知県宿毛市出身） - 14勝1敗                                                                                                 |
| 幕下優勝     | 幕下優勝     | 若麒麟真一（尾車部屋 兵庫県川西市出身） - 7戦全勝                                                                                                   |
| 三段目優勝   | 三段目優勝   | 芳王功士（立浪部屋 千葉県東葛飾郡関宿町出身） - 7戦全勝                                                                                             |
| 序二段優勝   | 序二段優勝   | 若ノ鵬寿則（間垣部屋 ロシア・アラギル出身） - 7戦全勝 ※優勝決定戦勝利                                                                               |
| 序ノ口優勝   | 序ノ口優勝   | 梓弓俊作（阿武松部屋 奈良県吉野郡吉野町出身） - 7戦全勝                                                                                             |

#### 十一月場所（九州場所）
福岡国際センター（福岡市）を会場に、初日の11月13日（日）から千秋楽の11月27日（日）までの15日間開催された。
| タイトル     | タイトル     | 人物（所属部屋 出身地） - 成績 |
| ------------ | ------------ | --- |
| 幕内最高優勝 | 幕内最高優勝 | 朝青龍明徳（高砂部屋 モンゴル・ウランバートル出身） - 14勝1敗（7場所連続15回目） |
| 三賞         | 殊勲賞       | 琴欧州勝紀（佐渡ヶ嶽部屋 ブルガリア・ベリコタロノボ出身） - 11勝4敗（2場所ぶり2回目） |
| 三賞         | 敢闘賞       | 琴欧州勝紀（佐渡ヶ嶽部屋 ブルガリア・ベリコタロノボ出身） - 11勝4敗（2場所連続3回目） · 雅山哲士（武蔵川部屋 茨城県水戸市出身） - 10勝5敗（33場所ぶり4回目） · 栃乃花仁（春日野部屋 岩手県九戸郡山形村出身）（33場所ぶり2回目） - 11勝4敗 |
| 三賞         | 技能賞       | 時天空慶晃（時津風部屋 モンゴル・トゥブ県出身）（初受賞） - 10勝5敗 |
| 十両優勝     | 十両優勝     | 闘牙進（高砂部屋 千葉県市川市出身） - 12勝3敗 |
| 幕下優勝     | 幕下優勝     | 澤井豪太郎（境川部屋 大阪府寝屋川市出身） - 7戦全勝 |
| 三段目優勝   | 三段目優勝   | 影山雄一郎（春日野部屋 高知県安芸市出身） - 7戦全勝 ※優勝決定戦勝利 |
| 序二段優勝   | 序二段優勝   | 中板秀二（間垣部屋 石川県珠洲市出身） - 7戦全勝 ※優勝決定戦勝利 |
| 序ノ口優勝   | 序ノ口優勝   | 千代錦充斉（九重部屋 熊本県球磨郡錦町出身） - 7戦全勝 |

### トーナメント大会
- 第29回日本大相撲トーナメント（2月6日・国技館）
  - 優勝：白鵬翔（初優勝）
- 第14回大相撲最強決定戦（大阪城ホール）
  - 優勝：黒海太（初優勝）
- 第64回明治神宮例祭奉祝全日本力士選士権大会（10月3日・国技館）
  - 優勝：琴欧州勝紀（初優勝）

### 地方巡業
- 10月7日 - 10月9日：大相撲ラスベガス公演2005

### 新弟子検査合格者
四股名が太字の者は現役力士。最高位は引退力士のみ記載。
| 場所     | 主な合格者                                   | 四股名       | 最高位     | 最終場所              | 備考        |
| -------- | -------------------------------------------- | ------------ | ---------- | --------------------- | ----------- |
| 1月場所  | 澤井豪太郎                                   | 豪栄道豪太郎 | 大関       | 2020年1月場所         |             |
| 1月場所  | 影山雄一郎                                   | 栃煌山雄一郎 | 関脇       | 2020年3月場所         |             |
| 1月場所  | 福岡歩                                       | 隠岐の海歩   | 関脇       | 2023年1月場所         |             |
| 1月場所  | 門元隆太                                     | 豊響隆太     | 前頭2枚目  | 2021年5月場所         |             |
| 3月場所  | 髙安晃                                       | 髙安晃       | （現役）   | （現役）              |             |
| 3月場所  | 東口翔太                                     | 勢翔太       | 関脇       | 2021年5月場所         |             |
| 3月場所  | ガグロエフ・ソスラン・アレキサンドロヴィッチ | 若ノ鵬寿則   | 前頭筆頭   | 2008年7月場所（解雇） |             |
| 3月場所  | 中西健二                                     | 大道健二     | 前頭8枚目  | 2016年1月場所         |             |
| 3月場所  | 松嶋広太                                     | 旭日松広太   | 前頭11枚目 | 2021年5月場所         | 第2検査合格 |
| 3月場所  | 住洋樹                                       | 飛翔富士廣樹 | 十両13枚目 | 2017年1月場所         |             |
| 5月場所  | 高橋亮三                                     | 双大竜亮三   | 前頭15枚目 | 2017年11月場所        |             |
| 7月場所  | アムガー・ウヌボルド                         | 青狼武士     | 前頭14枚目 | 2020年3月場所         |             |
| 9月場所  |                                              |              |            |                       |             |
| 11月場所 | ジュゲリ・ティムラズ                         | 臥牙丸勝     | 小結       | 2020年11月場所        |             |

### 引退
| 場所     | 主な引退力士 | 最高位     | 初土俵                            | 備考                 |
| -------- | ------------ | ---------- | --------------------------------- | -------------------- |
| 1月場所  | 彩豪一義     | 十両5枚目  | 1991年3月場所                     | 引退時の四股名は墨谷 |
| 3月場所  | 若光翔大平   | 前頭14枚目 | 1990年5月場所                     |                      |
| 5月場所  | 朝乃若武彦   | 前頭筆頭   | 1992年3月場所（幕下最下位格付出） | 年寄「若松」襲名     |
| 5月場所  | 琴龍宏央     | 前頭筆頭   | 1987年3月場所                     | 準年寄就任           |
| 7月場所  |              |            |                                   |                      |
| 9月場所  | 和歌乃山洋   | 小結       | 1988年3月場所                     | 年寄「山分」襲名     |
| 11月場所 | 琴ノ若晴將   | 関脇       | 1984年5月場所                     | 年寄「佐渡ヶ嶽」襲名 |
| 11月場所 | 五城楼勝洋   | 前頭3枚目  | 1989年11月場所                    | 準年寄就任           |
| 11月場所 | 燁司大       | 前頭11枚目 | 1996年1月場所（幕下最下位格付出） | 準年寄就任           |

#### 引退相撲興行
- 1月29日 - 濱ノ嶋引退尾上襲名披露大相撲（両国国技館）[19]
- 1月30日 - 貴ノ浪引退音羽山襲名披露大相撲（両国国技館）[20]
- 10月1日 - 武双山引退藤島襲名披露大相撲（両国国技館）[21]

### その他の出来事
大関昇進
- 11月30日 - 日本相撲協会が番付編成会議と理事会を開き、関脇琴欧州勝紀の大関昇進を決定。

本場所での出来事
- 10月31日 - この日発表された大相撲11月場所の番付で朝青龍が番付上1人横綱一人横綱連続12場所目となり、曙の持つ記録（11場所）を更新した。
- 11月26日 - 大相撲11月場所14日目、朝青龍の史上初となる7連覇と年間6場所完全制覇が決定した。
- 11月27日 - 大相撲11月場所千秋楽、この日の取組に勝った朝青龍は年間84勝となり、北の湖の持つ記録（年間82勝）を更新した。

その他
- 5月29日 - 前日に日本相撲協会を停年退職した納谷幸喜が第5代相撲博物館館長に就任した。
- 6月13日 - 国技館にて、5月30日に死亡した二子山満理事の日本相撲協会葬が行われた。葬儀委員長は北の湖敏満理事長、副委員長は間垣勝晴理事が務めた。

## 誕生
- 2月22日 - 藤ノ川成剛（現役力士、所属：伊勢ノ海部屋）

## 死去
- 1月1日 - 出羽錦忠雄（最高位：関脇、所属：出羽海部屋、* 1925年【大正14年】）[22]
- 2月2日 - デビッド・ジョーンズ（元パンアメリカン航空極東地区広報担当支配人）
- 5月16日 - 大喜進（最高位：十両10枚目、所属：東関部屋、* 1973年【昭和48年】）
- 5月30日 - 貴ノ花利彰（最高位：大関、所属：二子山部屋、年寄：二子山、* 1950年【昭和25年】）[23]
- 6月24日 - 潮錦義秋（最高位：小結、所属：荒汐部屋→双葉山道場→時津風部屋、* 1924年【大正13年】）[24]
- 10月22日 - 神錦國康（最高位：前頭5枚目、所属：高島部屋、* 1925年【大正14年】）[25]
- 11月2日 - 27代式守伊之助（元・立行司、所属：春日野部屋、* 1928年【昭和3年】）[26]

## その他
- 4月3日、米プロレス興行「レッスルマニア21」で、曙太郎とビッグ・ショーの相撲マッチが行われた。（下手投げで曙の勝ち）

- 内館牧子が東北大学相撲部総監督に就任。